# Західносибірська плита
Західносибірська плита — молода платформа, відповідна площі Західносибірської низовини. Крупна область опускання (з мезозою), заповнена горизонтальним покривалом мезозойських і кайнозойських відкладів (до 4-6 км), які утворюють платформний чохол Урало-Монгольського геосинклінального поясу. Нижній поверх фундаменту утворений складно дислокованими осадовими і вулканогенними товщами докембрію і низами палеозою. Верхній поверх складений породами верхнього палеозою. У докембрійських залізистих кварцитах в підмурівку на півдні плити відомі промислові родовища залізних руд, в девонських — родовища нафти. Відклади юри вугленосні (Кансько-Ачинський вугільний басейн в нижньокрейдових відкладах є поклади вугілля та бокситів, в розрізі верхньої крейди — поклади лімонітових залізних руд, в палеогені — осадові родовища марганцевих руд. Західносибірська плита — унікальний за величиною артезіанський басейн з великими запасами підземних вод, в тому числі термальних.